# Balaguier-sur-Rance

Balaguier-sur-Rance este o comună în departamentul Aveyron din sudul Franței. În 1 ianuarie 2022 avea o populație de 89 de locuitori.